# مخزن مغناطيسي
مخزن مغناطيسي هو محول يستخدم لتشغيل سجلات الحاكي على القرص الدوار أو الفونوغراف. يقوم بتحويل الطاقة الميكانيكية من الذبذبات عن طريق قلم دوار وتسجلها فعلى شكل إشارة كهربائية يتم تضخيمه ومن ثم تحويلها مرة أخرى إلى الصوت من خلال مكبر صوتي.

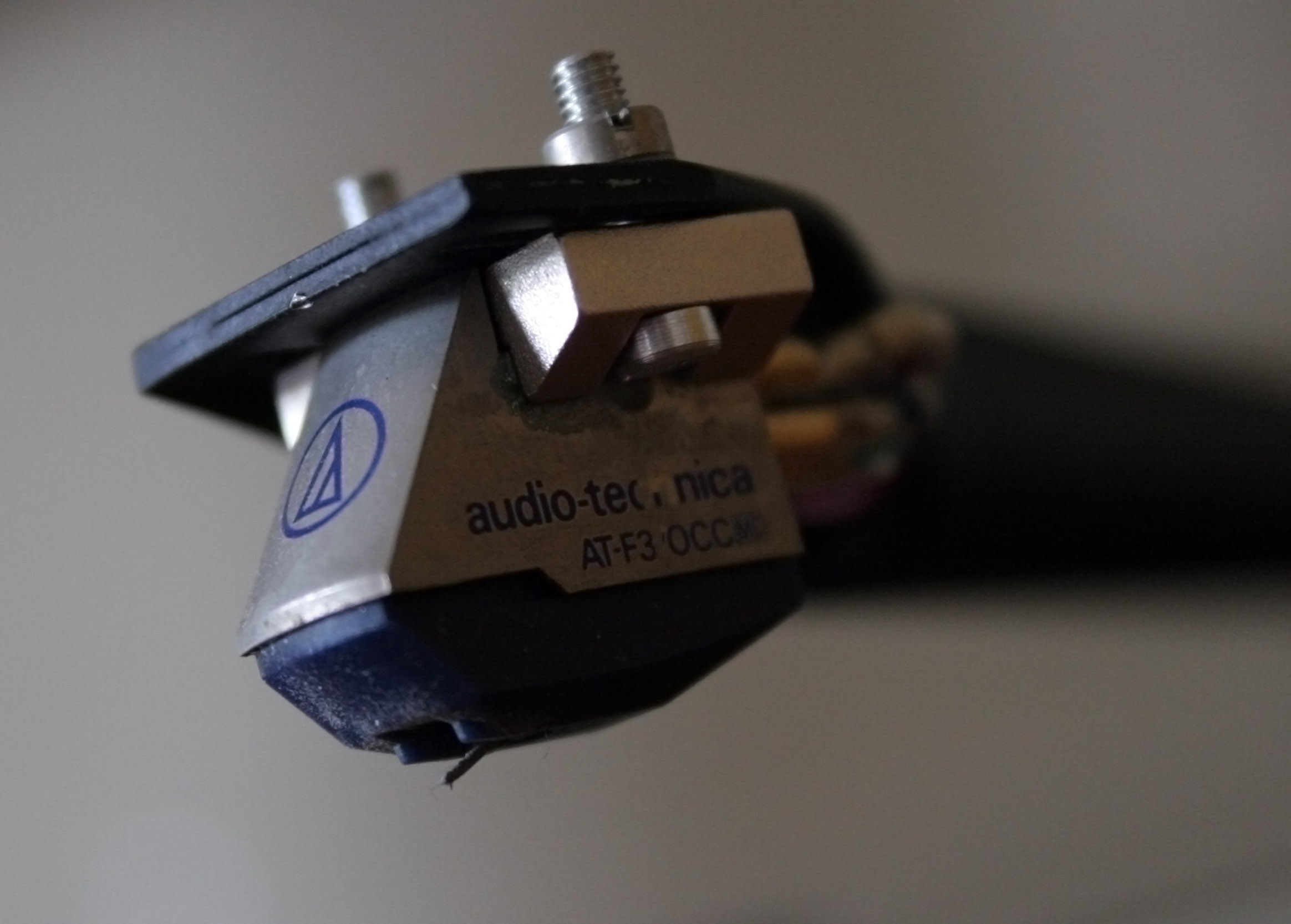
وتكنيكا الصوت AT-F3 تتحرك لفائف مخزنة فونو

## تاريخ
أنتج الأول نسخة تجارية ناجحة في عام 1925 لتصوير الكهربائية.